# Savannah Ghost Pirates
A Savannah Ghost Pirates egy amerikai jégkorongcsapat a georgiai Savannah-ban. A csapat 2022-es alapítása óta az ECHL-ben játszik, azon belül a keleti főcsoportnak a déli divíziójában. A klub a 7 300 férőhelyes Enmarket Arenában játszik. A csapat partnerszerződésben áll a National Hockey League-ben szereplő Vegas Golden Knights-cal, illetve az American Hockey League-ben szereplő Henderson Silver Knights-cal.

## Története
A csapatot 2022-ben alapították. 

## Helyezések
A csapat története során még nem jutott be a rájátszásba, eddigi legjobb helyezése a 2023-24-es szezonban elért 6. hely a Déli divízióban.